# Черкасский сельсовет (Липецкая область)
Черкасский сельсовет — сельское поселение в Елецком районе Липецкой области Российской Федерации.
Административный центр — село Черкассы.

## История
Статус и границы сельского поселения установлены Законом Липецкой области от 23 сентября 2004 года № 126-ОЗ «Об установлении границ муниципальных образований Липецкой области»

## Население
| 2010  | 2012  | 2013  | 2014  | 2015  | 2016  | 2017  |
| ----- | ----- | ----- | ----- | ----- | ----- | ----- |
| 1391  | ↘1382 | ↘1376 | ↘1370 | ↘1365 | ↘1335 | ↘1333 |
| 2018  | 2021  |       |       |       |       |       |
| ↘1316 | ↘1308 |       |       |       |       |       |

## Состав сельского поселения
| № | Населённый пункт | Тип населённого пункта       | Население |
| - | ---------------- | ---------------------------- | --------- |
| 1 | Ериловка         | село                         | 349       |
| 2 | Черкассы         | село, административный центр | ↗1042     |